# Minerve (compagnie aérienne)
Pour les articles homonymes, voir Minerve.

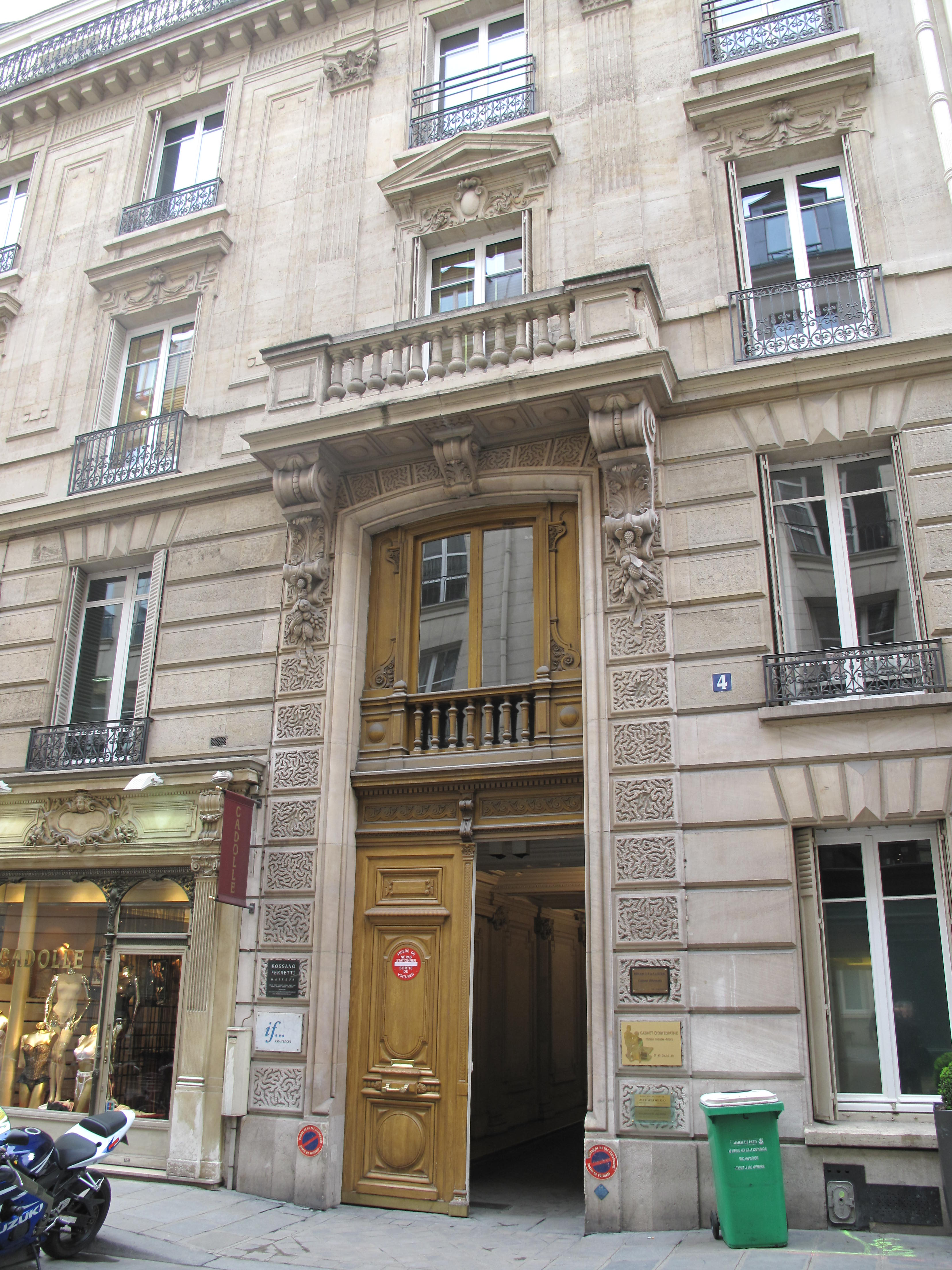
Ancien siège

Minerve  était une compagnie « charter » ou « de vols à la demande » française, créée en 1976, par René Fernand Meyer (ancien dirigeant d'Air Cameroun,).

## Le lancement
Minerve, qui devait initialement s'appeler Jupiter, commence son exploitation avec une Caravelle SE-210 basée au Bourget.
En 1977, Minerve transporte 24 528 passagers pour 2070 heures de vol sur ses 3 caravelle SE-210 immatriculées F-BRGU, F-BTON et F-BUZC.
En 1979, à la suite de l'arrêt des activités d'exploitation des compagnies aériennes dans l'aérogare du Bourget, Aéroports de Paris la transfère à Orly, sur le terminal sud. Grâce à ce déménagement "forcé", Minerve obtient l'autorisation d'auto-assistance et continue à effectuer, pour le compte d'agences de voyages ou d'associations, des vols ponctuels "ad-hoc" ou en série "chaînes" sur tout le bassin méditerranéen, au départ de Paris ainsi que de tous les aéroports français.
En 1980, deux quadri-réacteurs de type DC-8-53 188Y (ex-JAL) viennent compléter la flotte, afin de pouvoir opérer des liaisons longs-courriers entre la Belgique et les Antilles (NF), puis au départ de France vers le Pérou (Uniclam).
Meyer achète un DC-8-63 (250Y) qu'il transforme en DC-8-73 (CFM56) mis en ligne en juin 1984. Cet appareil vole principalement pour Nouvelles Frontières au départ de Bruxelles vers Pointe à Pitre et Fort de France... C'est l'ineptie des droits de trafic, et surtout la sacro-sainte chasse gardée de la Compagnie nationale Air France.
Un contrat en juillet 1984 avec un voyagiste américain "Chartours" permet à Minerve de traverser l'Océan Atlantique, et des vols hebdomadaires sont ainsi lancés vers San Francisco et Los Angeles.

## Ouverture des DOM, TOM, Polynésie française
En juillet 1986, c'est la fin du monopole d'Air France sur les DOM-TOM et Minerve reçoit donc les autorisations d'opérer au départ de Paris vers Pointe-à-Pitre et Fort de France.
Une collaboration étroite et une entente entre deux poids lourds du tourisme français, René Fernand MEYER (le pilote) et Jacques MAILLOT (le voyagiste), permet à la compagnie de voler aux quatre coins du monde.
Tout en restant adossé à son principal client (Nouvelles Frontières), Minerve se lance dans la commercialisation en direct de ses vols sur les DOM-TOM.
La première agence est alors créée rue Cambon, juste en face du siège social. On avait l'habitude dans la boîte, de penser que René Fernand Meyer regardait par la fenêtre de son bureau le nombre de clients qui rentraient dans sa boutique.
Les Antilles ont du succès, Meyer s'attaque à la Polynésie française, puis Nouméa, Cayenne et La Réunion.
Minerve fut la première compagnie "charter" française à mettre en ligne un B747-200, immatriculé F-GHBM en 1988.

## Fusion, création D'AOM Minerve SA

Logo de l'alliance Air Liberté et Minerve en 1991

À la suite d'un montage financier début 1991, Minerve est reprise par le Club Méditerranée, qui la fusionne avec la compagnie Air Liberté appartenant au concurrent du Club Med, Club Aquarius, racheté peu après. Cette fusion est un véritable carnage, où chaque employé est fier de sa culture, et, une guerre de tous les instants est lancée.
Devant cet échec dû à l’opposition du personnel, le Club Méditerranée la revend à Altus Finance, filiale du Crédit lyonnais (aujourd'hui LCL), qui détient également, via une autre filiale (la Banque SAGA), une autre compagnie aérienne : Air Outremer. Un professionnel du transport aérien, Marc Rochet est alors mis à la tête des deux compagnies pour amorcer leur fusion et créer AOM French Airlines.
En octobre 1991, c'est la fin de Minerve, et le début d'une autre aventure. Reste que l'épopée future sera écrite avec son empreinte: vol opéré "IW". Pour l'anecdote, initialement le bigramme de Minerve était "MM", mais un jour IATA demanda à Minerve de rendre le bigramme à son propriétaire d'origine la "Société aéronautique de Medellin". Rien ne ressemblait alors à l'époque (1988) à des initiales connues. Il a été décidé d'adopter "IW". C'est la seule chose qui soit restée "debout" jusqu'à la fin......
A cette même date, octobre 1991, la compagnie va fusionner avec Air Outre Mer.
Le nom choisi pour la nouvelle compagnie était au départ Air Must,, nom qui ne sera pas utilisé car le propriétaire de la marque, Cartier, a refusé son utilisation. C'est finalement le nom AOM French Airlines qui sera retenu, son nom administratif étant AOM-Minerve S.A.

## Filiales
Filiales aériennes :

Logo de la compagnie Jet Alsace

1. Jet Alsace : Compagnie charter et régulière régionale basée sur l'aéroport de Mulhouse-Bale-Fribourg,
2. Minerve Canada : Compagnie charter long et moyen-courrier basé sur l'aéroport de Montréal Mirabel[19],
3. Jet Fret : Compagnie de transport de fret basée sur l'aéroport de Marseille-Marignane à la suite du rachat de la compagnie SFAIR en 1988.

Filiale assistance :
1. Minerve-Antilles-Guyane - M.A.G Fort-de-France,
2. Minerve-Antilles-Guyane - M.A.G Pointe-à-Pitre,
3. Minerve-Antilles-Guyane - M.A.G Cayenne.

Filiales commerciales :
1. Minerve Corail Polynésie (Tahiti),
2. Minerve Pacifique (Nouméa).

Filiale technique :
1. Minerve Industries basée sur l'Aéroport de Nîmes-Garons.

## Composition de l'ancienne flotte
- B747-200 F-GHBM
- DC10-30 F-GLMX, F-GKMY et F-GGMZ

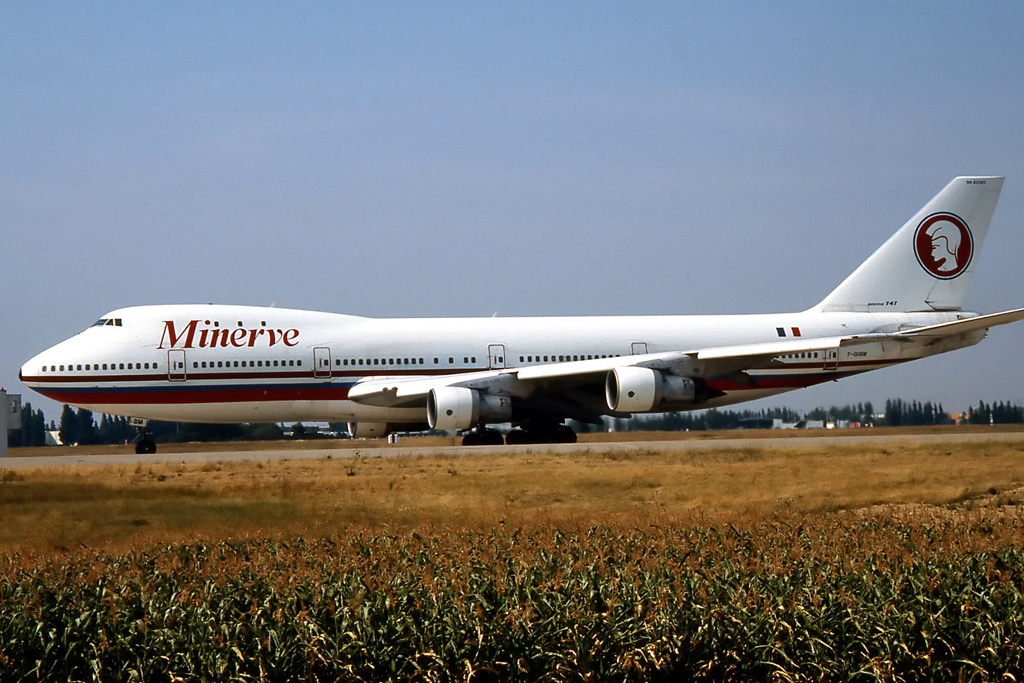
B747-200 F-GHBM

- MD83 F-GGMA(ex EI-BTL), F-GGMB et F-GGMC
- DC-8-73 F-GDRM (ex N4805J) et F-GESM
- DC-8-62F F-GDJM
- DC-8-61 F-GETM
- DC-8-53 F-GDPM et F-BYFM
- Caravelle SE210-10B3 F-GATP
- Caravelle SE210-VI-N F-GATZ F-BRGU